# Torre Santavenere
La Torre Santavenere è una torre costiera del Regno di Napoli nel territorio del comune di Maratea, in provincia di Potenza.

## Storia
La sua costruzione fu ordinata nel 1566. Nel XVIII secolo era, secondo Giovan Battista Pacichelli, la torre più bella del Regno di Napoli.

## Descrizione
In origine la torre aveva uno schema costruttivo simile a quello della Torre di Filocaio, con  pianta quadrata, base troncopiramidale e architravi con almeno sette caditoie.
Il restauro del 1955 ha lasciato perplessi molti esperti del settore: gli interventi effettuati sono stati ritenuti fuori luogo poiché il restauro ha dovuto destinare la torre ad uso di grande abitazione, cosa del tutto fuori dalle possibilità strutturali della torre stessa.